# Mgr. Wulfinghstraat
De Mgr. Wulfinghstraat, voluit Monseigneur Wulfinghstraat, is een straat in de historische binnenstad van Paramaribo. De straat ligt tussen de Henck Arronstraat en de Van Roseveltkade.

## Naamgeving
De straat is vernoemd naar Wilhelmus Wulfingh (1839-1906), de titulair bisschop van Suriname. Hij kwam in 1888 als missionaris naar Suriname en behoorde tot de congregatie van de redemptoristen. Een jaar later werd hij benoemd tot apostolisch vicaris, ofwel een soort vóór-bisschop. Later dat jaar werd hij tijdens zijn bezoek aan Nederland door bisschop Adrianus Godschalk gewijd tot bisschop, waarna hij weer terugkeerde naar Suriname. Op zijn verzoek kwamen de Zusters van Liefde uit Tilburg naar Suriname om zieken te verplegen. Zij zetten de verzorging van de leprapatiënten voort van Peerke Donders (1809-1887). Ook liet hij fraters naar Suriname komen om les te geven. Hij liet een groot aantal kerkjes, kapellen en scholen bouwen en richtte het weekblad De Surinamer op.

## Bouwwerken
De Mgr. Wulfinghstraat begint aan de Henck Arronstraat. Op de hoek links ligt het Redemptoristen Plantsoen met erachter de Sint-Petrus-en-Pauluskathedraal. Op de hoek rechts staat het Ondernemershuis Paramaribo met vervolgens de St. Elisabethschool, de St. Elisabethschool 2 en de Sint Louisechool. Er tegenover staat het Patronaat met in de panden de theaterschool OnStage Performing Arts en tot 2018 het Conservatorium van Suriname. Dan komt de St. Paulusschool en het gerechtsgebouw dat huisvesting bied aan onder meer de Krijgsraad, het Hof van Justitie voor strafzaken en het Kantongerecht voor strafzaken. De straat loopt uit op de Van Roseveltkade, met rechts om de hoek de Nederlandse ambassade.

### Monumenten
De volgende panden in de Monseigneur Wulfinghstraat staan op de monumentenlijst:

#### Bestaande monumenten
| Omschrijving                | Bouwjaar | Adres                   | Coördinaten                  | Objectnummer? | Afbeelding                    |
| --------------------------- | -------- | ----------------------- | ---------------------------- | ------------- | ----------------------------- |
| gemeenschapshuis: patronaat |          | Mgr. Wulfinghstraat 1   | 5° 49' 46" NB, 55° 9' 12" WL | CPO 060       | Meer afbeeldingen Upload foto |
| Elisabethschool             |          | Mgr. Wulfinghstraat 2-4 | 5° 49' 42" NB, 55° 9' 12" WL | BPO 096       | Meer afbeeldingen Upload foto |

#### Niet meer bestaand monument
| Omschrijving | Bouwjaar       | Adres                 | Coördinaten                  | Objectnummer? | Afbeelding                    |
| ------------ | -------------- | --------------------- | ---------------------------- | ------------- | ----------------------------- |
|              | Afgebrand 2001 | Mgr. Wulfinghstraat 5 | 5° 49' 48" NB, 55° 9' 26" WL | BPO 007       | Meer afbeeldingen Upload foto |